# La Terra è piatta
La Terra è piatta (Behind the Curve) è un film del 2018 diretto da Daniel J. Clark.
Docu-film statunitense incentrato sui credenti della Terra piatta, è stato presentato in anteprima mondiale il 30 aprile 2018 a Toronto e successivamente ha avuto una distribuzione limitata nelle sale statunitensi a partire dal 15 novembre 2018 per poi essere distribuito globalmente su Netflix nel febbraio 2019.
L'opera si concentra principalmente sul sostenitore della teoria della Terra piatta Mark Sargent e sulla sua vita come membro Flat Earth Society. 

## Trama
L'interpretazione di Sargent relativa alla forma del pianeta terra passa attraverso i suoi video e podcast presenti su YouTube e le partecipazioni a vari raduni sulla "vera forma del pianeta". Tra gli altri sostenitori della Terra piatta appaiono in principal modo: Patricia Steere, ideatrice del podcast "Flat Earth e Other Hot Potatoes" e Jeran Campanella e Bob Knodel, creatori del canale YouTube GlobeBusters (il quale si pone l'intento di smascherare le falsità della terra sferica"). 
Il movimento dei terrapiattisti non è compatto come potrebbe sembrare a un osservatore esterno ma è diviso in molte fazioni alcune delle quali accusano i rispettivi membri che non appoggiano le loro versioni con ulteriori complotti.
Alternati ai soggetti sopracitati, vi sono interviste fatte a diversi professionisti della comunità scientifica, incluso l'astronauta Scott Kelly, riguardanti le ipotesi relative alla forma terrestre, le cospirazioni più in generale e le possibili conseguenze di un mancato pensiero critico all'interno di una società.
Vengono anche mostrati gli approcci sperimentali per dimostrare la forma della terra e anche diverse conferenze e incontri a cui partecipano i protagonisti del film, tra cui l'"International Flat Earth Conference 2017", tenutasi a Raleigh, nella Carolina del Nord.
I concetti chiave sono: l'importanza per la comunità scientifica di comunicare e confrontarsi, il lauto business dietro al sostegno della teoria sulla Terra piatta, il fatto che se uno degli addetti a tale comunità riscontrasse delle prove contrarie a tale teoria e le rivelasse verrebbe accusato, escluso e isolato dagli altri membri e che il vero approccio dell'uomo di scienza è quello di raccogliere dati per poi trarne una teoria coerente e non quello di partire da una teoria di base per considerare solo le prove utili al fine di sostenerla.
Nel documentario viene condotto un esperimento per confutare la sfericità della Terra, ma accidentalmente i terrapiattisti dimostrano l'esatto contrario.

## Distribuzione
Il film è stato distribuito per la prima volta all'Hot Docs Canadian International Documentary Festival, Toronto, Canada, il 30 aprile 2018. Da allora è stato proiettato in vari festival del cinema in tutto il mondo.

## Accoglienza
Il film ha ricevuto generalmente recensioni positive da parte della critica. Sull'aggregatore di recensioni Rotten Tomatoes il documentario ha ottenuto un punteggio di approvazione del 100% , basato su 6 recensioni, con un punteggio medio di 8/10. Alcune critiche descrivono il film come "esilarante, informativo ma urgente" ed "empatico".

## Riconoscimenti
- Los Angeles Film Festival - 2018
  - Vinto nella categoria Miglior caratteristica documentaria (Daniel J. Clark)
- Portland Film Festival, US - 2018
  - Vinto nella categoria Miglior documentario